# Frontpartij
Le Frontpartij (Parti du front) était un parti politique belge qui militait pour la reconnaissance des Flamands et de leur langue. Fruit du Frontbeweging, le Frontpartij est une première tentative de politiser entièrement le mouvement flamand. Au contraire de certains mouvements qui lui succédèrent, il était en faveur de la démocratie et de l'autonomie de la Flandre plutôt que l'autoritarisme et l'indépendance.

## Origines
Le parti trouve ses origines parmi des soldats néerlandophones de l'armée belge pendant la Première Guerre mondiale qui avaient le sentiment que la seule langue de commandement était le français. Prenant le slogan Alles voor Vlaanderen - Vlaanderen voor Kristus, ils tentèrent d'organiser dans l'armée l'égalité des langues. Bien que le groupe ne fût pas anti-belge, il fit peur aux généraux qui l'interdirent.
Durant l'été, le groupe réapparaît en secret sous le nom de Frontbeweging et, organisé par le caporal Adiel Debeuckelaere, met en place un réseau de représentants et de comités à travers l'armée. Avec Debeuckelaere, un instituteur gantois, et d'autres dirigeants comme Joris Van Severen provenant d'un milieu d’intellectuels, ils tentèrent d'articuler leurs revendications par l'envoi au roi Albert Ier d'un appel demandant des unités flamandes distinctes dans l'armée belge et un gouvernement autonome pour la Flandre au sein de la Belgique. La réponse du commandement fut une répression du Frontbeweging plus intense qu'auparavant.
L’effondrement soudain de l'armée impériale allemande à la mi-1918, permit une progression rapide de l'armée belge menant à une confusion et à un manque de communication entre les membres du Frontbeweging. Cependant, les revendications du groupe n'ayant pas été rencontrées, il se reconstitua après l'armistice sous le nom de Vlaamsche Front.

## Un parti politique
Le mouvement fut formalisé en 1919 comme un parti politique, adoptant le nom de Frontpartij et persévérant dans ses campagnes pour la séparation des langues dans l'armée et l'autonomie gouvernementale en y ajoutant l'enseignement en néerlandais dans les écoles et l'université de Gand.
Le parti avait une forte identité catholique, et bien que la plupart de ses membres fussent originaires des villes comme Gand ou Louvain, il développa une forte popularité parmi les petits agriculteurs pour qui les francophones représentaient les grands propriétaires terriens.
Son idéologie était vague bien que généralement identifiée comme de gauche et dans ses rangs on trouvait d'ailleurs des socialistes et des communistes.

## Croissance
Les 6,3 % de votes obtenus lors des élections de 1919 offrirent au parti cinq sièges de députés à la chambre des représentants. Un siège fut dévolu au jeune Staf De Clercq. Une partie des votes obtenus était une réaction au traitement sévère réservé aux Flamands ayant collaboré avec les Allemands, dont la peine de mort prononcée envers Auguste Borms (mais jamais exécutée) et de nombreuses peines de prison à perpétuité.
Le parti perdit des voix lors des élections de 1921 mais vu l'élection de Joris Van Severen au parlement.
Ce revers s’avéra temporaire car lors des élections de 1925, le parti obtint 25 000 voix et six sièges de parlementaire et en 1929, 132 000 voix et onze sièges. Entretemps, Auguste Borms fut élu au parlement pour le parti lors des élections partielles de 1928.

## Division et disparition
Van Severen perdit son siège lors des élections suivantes et bien que retiré de l'instance dirigeante du parti, il devint un disciple de Charles Maurras et un admirateur de Mussolini. Il fonda son propre journal, Jong Dietschland, qui plaidait pour l'établissement d'une Grande Néerlande indépendante dans laquelle se retrouveraient les Néerlandais, les Flamands, les Frisons et les Luxembourgeois unis dans un État thiois. L'idée gagna le soutien des étudiants de Gand, mais les vétérans de la première guerre qui formaient la majorité des membres du parti furent peu impressionnés et l'organe du parti De Schelde condamna le fascisme. Le résultat de cet affrontement fut la création, par scission du Frontpartij, du Verdinaso en octobre 1931, qui sera un parti d'extrême-droite supportant l'option thioise.
Le score du Frontpartij diminua lors des élections de 1932 et perdit 3 sièges. Cet échec et l'émergence du Verdinaso permit à l'aile droite du Frontpartij de gagner en influence à l'intérieur de celui-ci. Sous la direction de Staf de Clercq, le parti vacilla vers la droite et en 1933, le parti fut dissous lorsque Staf de Clercq créa le VNV, un parti extrémiste de droite autoritaire. Le VNV absorba entièrement le Frontpartij ainsi que nombre de petits mouvements nationalistes et émergea comme la voix principale du nationalisme flamand des années 1930.

## Sources
- (en) Cet article est partiellement ou en totalité issu de l’article de Wikipédia en anglais intitulé « Frontpartij » (voir la liste des auteurs).